# Koh-Lanta: Pacifico
Koh-Lanta: Pacífico fue la 5.ª temporada del reality show francés Koh-Lanta, transmitido por TF1 y producido por Adventure Line Productions. Fue conducido por Denis Brogniart y se estrenó el 1 de julio de 2005 y finalizó el 6 de septiembre de 2005. Esta temporada fue grabado en Francia, específicamente en el archipiélago de Nueva Caledonia y contó con 17 participantes. Clémence es quien ganó esta temporada y así obtuvo como premio € 100.000.
Esta temporada contó con 17 participantes divididos en 2 tribus; la primera tribu Kanawa fue representada por el color rojo y la segunda Kumo fue representada por el color amarillo. Esta temporada duró 40 días.

## Equipo del Programa
- Presentadores: Denis Brogniart lidera las competencias por equipos y los consejos de eliminación.

## Participantes
| Participante                             | Edad | Tribu original | Tribu fusionada            | Resultado final             |
| ---------------------------------------- | ---- | -------------- | -------------------------- | --------------------------- |
| Clémence Castel Estudiante de Deportes.  | 20   | Kumo           | Unificada                  | Ganadora de Koh-Lanta       |
| Francis Borduas Jubilado.                | 59   | Kanawa         | Unificada                  | 2.° lugar de Koh-Lanta      |
| Mohamed Derradji Conductor de autobús.   | 24   | Kumo           | Unificada                  | 15.º eliminado de Koh-Lanta |
| Alexis Tournier Vidente.                 | 28   | Kumo           | Unificada                  | 14.º eliminado de Koh-Lanta |
| Véronique Lobjoie Gerente de Publicidad. | 37   | Kanawa         | Unificada                  | 13.ª eliminada de Koh-Lanta |
| Pierre Vaney Diseñador gráfico.          | 51   | Kanawa         | Unificada                  | 12.º eliminado de Koh-Lanta |
| Coumba Baradji Azafata.                  | 22   | Kumo           | Unificada                  | 11.ª eliminada de Koh-Lanta |
| Christine Isoart Taxista.                | 35   | Kanawa         | Unificada                  | 10.ª eliminada de Koh-Lanta |
| Jérôme Villaseque Buzo.                  | 33   | Kanawa         | Unificada                  | 9.º eliminado de Koh-Lanta  |
| Sakhone Holaphong Agente comercial.      | 23   | Kumo           | Unificada                  | 8.º eliminado de Koh-Lanta  |
| Thierry Ramos Carnicero.                 | 38   | Kanawa         |                            | 7.º eliminado de Koh-Lanta  |
| Éliane Vigneron Marinera.                | 40   | Kanawa         | 6.ª eliminada de Koh-Lanta |                             |
| Marie-Cécile Maréchal Desempleada.       | 21   | Kumo           | 5.ª eliminada de Koh-Lanta |                             |
| Caroline Colusso Diseñadora.             | 29   | Kumo           | 4.ª eliminada de Koh-Lanta |                             |
| Sylvie Sébert Trabaja en Funerarias.     | 43   | Kanawa         | Abandona voluntariamente   |                             |
| Mathieu Huguin Farmacéutica.             | 21   | Kumo           | 2.º eliminado de Koh-Lanta |                             |
| Aude Réant Maquilladora.                 | 30   | Kumo           | 1.ª eliminada de Koh-Lanta |                             |

## Desarrollo

### Competencias
| Episodio | Emisión                 | Bienestar                    | Inmunidad     | Eliminado    | Salida |
| -------- | ----------------------- | ---------------------------- | ------------- | ------------ | ------ |
| 1        | 1 de julio de 2005      | Kanawa                       | Kanawa        | Karine       | Día 3  |
| 2        | 8 de julio de 2005      | Kumo                         | Kumo          | Francis      | Día 6  |
| 3        | 8 de julio de 2005      | Kanawa                       | Kanawa        | Caroline     | Día 9  |
| 4        | 15 de julio de 2005     | Kumo                         | Kanawa        | Marie-Cécile | Día 12 |
| 5        | 22 de julio de 2005     | Kumo                         | Kumo          | Éliane       | Día 15 |
| 6        | 29 de julio de 2005     | Kumo                         | Kumo          | Thierry      | Día 18 |
| 7        | 5 de agosto de 2005     | Kanawa                       | Mohamed       | Sakhone      | Día 22 |
| 8        | 12 de agosto de 2005    | Jérôme                       | Mohamed       | Jérôme       | Día 25 |
| 9        | 19 de agosto de 2005    | Coumba / Alexis              | Mohamed       | Christine    | Día 28 |
| 10       | 26 de agosto de 2005    | Clémence                     | Clémence      | Coumba       | Día 31 |
| 11       | 30 de agosto de 2005    | Francis                      | Alexis        | Pierre       | Día 34 |
| 12       | 30 de agosto de 2005    | Francis                      | Mohamed       | Véronique    | Día 37 |
| Episodio | Emisión                 | Mensajes de prueba           | Consejo final | Ganador      | Salida |
| 13       | 6 de septiembre de 2005 | Francis / Mohamed / Clémence | Clémence      | Clémence     | Día 40 |

### Jurado Final
| Participante | Puesto      | Vota por |
| ------------ | ----------- | -------- |
| Jérôme       | 1.º miembro | Clémence |
| Christine    | 2.º miembro | Clémence |
| Coumba       | 3º miembro  | Clémence |
| Pierre       | 4.º miembro | Clémence |
| Véronique    | 5.º miembro | Clémence |
| Alexis       | 6.º miembro | Clémence |
| Mohamed      | 7.º miembro | Clémence |

## Estadísticas Semanales
| Participante | Episodio  | Episodio  | Episodio  | Episodio  | Episodio  | Episodio  | Episodio  | Episodio  | Episodio  | Episodio  | Episodio  | Episodio  | Episodio  |
| Participante | 1         | 2         | 3         | 4         | 5         | 6         | 7         | 8         | 9         | 10        | 11        | 12        | 13        |
| ------------ | --------- | --------- | --------- | --------- | --------- | --------- | --------- | --------- | --------- | --------- | --------- | --------- | --------- |
| Clémence     | Salvada   | Gana      | Salvada   | Salvada   | Gana      | Gana      | Salvada   | Salvada   | Salvada   | Inmune    | Salvada   | Salvada   | Ganadora  |
| Francis      | Gana      | Eliminado | Reingresa | Gana      | Salvado   | Salvado   | Salvado   | Salvado   | Salvado   | Salvado   | Salvado   | Salvado   | 2.º lugar |
| Mohamed      | Salvado   | Gana      | Salvado   | Salvado   | Gana      | Gana      | Inmune    | Inmune    | Inmune    | Salvado   | Salvado   | Inmune    | Eliminado |
| Alexis       | Salvado   | Gana      | Salvado   | Salvado   | Gana      | Gana      | Salvado   | Salvado   | Salvado   | Salvado   | Inmune    | Salvado   | Eliminado |
| Véronique    | Gana      | Salvada   | Gana      | Gana      | Salvada   | Salvada   | Salvada   | Salvada   | Salvada   | Salvada   | Salvada   | Eliminada |           |
| Pierre       | Gana      | Salvada   | Gana      | Gana      | Salvada   | Salvada   | Salvada   | Salvada   | Salvada   | Salvada   | Eliminada |           |           |
| Coumba       | Salvada   | Gana      | Salvada   | Salvada   | Gana      | Gana      | Salvada   | Salvada   | Salvada   | Eliminada |           |           |           |
| Christine    | Gana      | Salvada   | Gana      | Gana      | Salvada   | Salvada   | Salvada   | Salvada   | Eliminada |           |           |           |           |
| Jérôme       | Gana      | Salvado   | Gana      | Salvado   | Gana      | Gana      | Salvado   | Eliminado |           |           |           |           |           |
| Sakhone      | Salvado   | Gana      | Salvado   | Salvado   | Gana      | Gana      | Eliminado |           |           |           |           |           |           |
| Thierry      | Gana      | Salvado   | Gana      | Gana      | Salvado   | Eliminado |           |           |           |           |           |           |           |
| Éliane       | Gana      | Salvada   | Gana      | Gana      | Eliminada |           |           |           |           |           |           |           |           |
| Marie-Cécile | Salvada   | Gana      | Salvada   | Eliminada |           |           |           |           |           |           |           |           |           |
| Caroline     | Ingresa   | Gana      | Eliminada |           |           |           |           |           |           |           |           |           |           |
| Sylvie       | Salvada   | Gana      | Abandona  |           |           |           |           |           |           |           |           |           |           |
| Mathieu      | Eliminado |           |           |           |           |           |           |           |           |           |           |           |           |
| Aude         | Eliminada |           |           |           |           |           |           |           |           |           |           |           |           |

- Simbología
- Competencia en Equipos (Día 1-20)

     El participante pierde junto a su equipo pero no es eliminado.
     El participante pierde junto a su equipo y posteriormente es eliminado.
     El participante gana junto a su equipo y continua en competencia.
     El participante es eliminado, pero vuelve a ingresar.
     El participante abandona la competencia.
     El participante ingresa en el 5.º día a la competencia.
Competencia individual (Día 21-40)
     Ganador de Koh Lanta.
     2.º lugar de Koh Lanta.
     El participante gana la competencia y queda inmune.
     El participante pierde la competencia, pero no es eliminado.
     El participante es eliminado de la competencia.

## Controversia

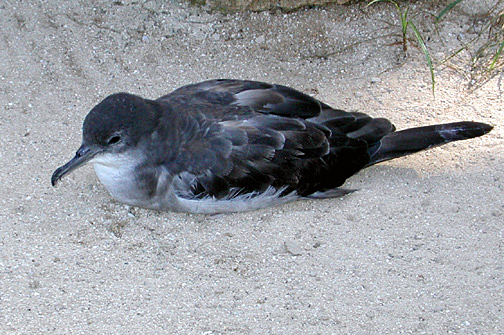
Ave que fue consumida por los participantes.

Durante la emisión del segundo episodio (el 8 de julio de 2005 en Francia y el 10 de julio de 2005 en Nueva Caledonia), los participantes tenían que asesinar y cocinar Puffinus pacificus, una especie de ave totalmente protegida en Nueva Caledonia. Esto provocó que varios espectadores exigieran explicaciones al canal TF1. TF1 respondió que de acuerdo con la LPO (en español; Liga para la Protección de las Aves), los Puffinus pacificus no son una especie protegida. LPO le pidió al CSA (regulador de la radiodifusión en Francia) para asumir el caso, y este último también decidió iniciar acciones legales contra TF1 y la productora del programa Adventure Line Productions.
La petición en contra de la compañía de producción fue aceptada, por lo tanto a TF1 se le ordenó pagar a la LPO € 1.000 en daños y € 2.000 para gastos de procedimiento, mientras que la demanda del canal TF1 en contra de la LPO fue rechazada.

## Audiencias
| Episodio | Fecha de emisión          | Espectadores | Horario       |
| -------- | ------------------------- | ------------ | ------------- |
| 1        | «1 de julio de 2005»      | 6.604.800    | 20:45 - 22:30 |
| 2        | «8 de julio de 2005»      | 6.659.840    | 20:45 - 22:15 |
| 3        | «8 de julio de 2005»      | 6.935.040    | 20:45 - 22:15 |
| 4        | «15 de julio de 2005»     | 5.800.000    | 20:45 - 22:25 |
| 5        | «22 de julio de 2005»     | 6.369.600    | 20:50 - 22:05 |
| 6        | «29 de julio de 2005»     | 7.494.720    | 20:45 - 23:15 |
| 7        | «5 de agosto de 2005»     | 6.659.840    | 20:45 - 23:40 |
| 8        | «12 de agosto de 2005»    | 6.109.440    | 20:45 - 23:25 |
| 9        | «19 de agosto de 2005»    | 6.769.920    | 20:45 - 23:25 |
| 10       | «26 de agosto de 2005»    | 7.595.520    | 20:45 - 23:25 |
| 11 y 12  | «30 de agosto de 2005»    | 8.200.960    | 20:45 - 23:25 |
| 13       | «6 de septiembre de 2005» | 8.476.160    | 20:45 - 23:25 |